# Johnny Munkhammar
Johnny Mattias Munkhammar, född 24 september 1974 i Hultsfreds församling i Kalmar län, död 13 augusti 2012 i Österskär i Stockholms län, var en svensk politiker, författare och debattör. Han var till en början aktiv i Folkpartiet, men kandiderade 2010 till riksdagsledamot för Moderaterna. Han valdes in i Stockholms läns valkrets och förblev ledamot fram till sin död.
Munkhammar växte upp i Visby och tog magisterexamen i statsvetenskap vid Uppsala universitet 1998. Som yrkesarbetande var han ledarskribent på Nerikes Allehanda och på Gotlands Tidningar samt VD för Munkhammar Advisory och forskningschef vid European Enterprise Institute i Bryssel. Han arbetade dessförinnan (2002–2005) som EU-expert och expert på omvärld och trender vid Svenskt Näringsliv, samt vid tankesmedjan Timbro. Munkhammar var förbundsstyrelseledamot i Liberala ungdomsförbundet 1996–1999. Han kandiderade för folkpartiet i valen till Europaparlamentet 1995 och 1999. Under folkomröstningen om EMU 2003 var han en av de ledande debattörerna på ja-sidan.
Munkhammar verkade politiskt för ökad personlig frihet, fri marknad, öppna gränser och en begränsad stat. Under sin verksamma tid var han mycket produktiv med totalt 428 publikationer, inkluderande 14 böcker, 7 riksdagsmotioner, 21 rapporter och 386 tidningsartiklar. Han är kanske mest känd för att ha myntat uttrycket "Pengarna tillhör inte först staten, pengarna tillhör den som jobbat ihop dem, för det är där värdet har skapats". 
Vid 35 års ålder diagnosticerades Munkhammar med cancer och han avled knappt tre år senare. Han var aktiv ända in mot slutet och publicerade så sent som två dagar före sin bortgång en debattartikel i Expressen tillsammans med dåvarande finansminister Anders Borg angående potentiellt införande av nystartzoner i Sverige. 

## Eftermäle
Svenskt Näringsliv återlanserade 2019 Munkhammars barnbok "Skuggan och det mystiska dokumentet" som läromedel inom samhällskunskap med tillhörande lärarhandledning och elevdel .

## Johnny Munkhammars Minnesfond
Till minne av Munkhammar har Johnny Munkhammars Minnesfond upprättats av Stiftelsen Fritt Näringsliv. Minnesfonden delar varje år ut ett pris "till den unga person eller de unga personer som under det senaste året bäst verkat i Johnny Munkhammars anda i svensk samhällsdebatt, i tal eller i skrift".

### Pristagare[10]
- 2013: Victoria Nilsson och Alexandra Ivanov[11]
- 2014: Niklas Elert[11]
- 2015: Sofia Arkestål[11]
- 2016: Jacob Lundberg[11]
- 2017: Max Sjöberg[11]
- 2018: Siri Steijer[11]
- 2019: Carl Göransson[11]
- 2020: Naod Habtemichael och Isak Kupersmidt[11]
- 2021: John Norell
- 2022: Adam Danieli
- 2023: Viktor Karlsson[12]